# United States Space Forces – Europe and Africa
United States Space Forces – Europe and Africa (USSPACEFOR-EURAF) bildades den 8 december 2023 och representerar en strategisk utvidgning av USA:s Space Force (USSF) och dess förmåga att stödja operationer och samarbeten över två kontinenter.

## Uppdrag
USSPACEFOR-EURAF:s primära uppdrag är att tillhandahålla dedikerade rymdkapaciteter och stöd till USA:s European Command (EUCOM) och Africa Command (AFRICOM). Enheten kommer att spela en avgörande roll i att stärka USA:s och dess allierades rymdbaserade förmågor, inklusive satellitnavigering och kommunikation. Genom att integrera rymdstyrkor på komponentnivå kommer USSPACEFOR-EURAF att bidra till att förbättra samordningen och effektiviteten av gemensamma operationer, aktiviteter och investeringar i rymden.

## Historia
Aktiveringen av USSPACEFOR-EURAF är en del av en större strategisk vision för att stärka USA:s militära närvaro och kapaciteter i rymden. Space Force, som etablerades den 20 december 2019, är den senaste grenen av USA:s väpnade styrkor och speglar erkännandet av rymden som en kritisk domän för nationell säkerhet. Bildandet av USSPACEFOR-EURAF följer etableringen av liknande komponenter under andra stridskommandon, såsom U.S. Indo-Pacific Command och U.S. Forces Korea, vilket understryker den växande betydelsen av rymdoperationer i modern militär strategi.

## Organisation
USSPACEFOR-EURAF är baserad vid Ramstein Air Base i Tyskland och leds av U.S. Space Force Col. Max Lantz. Enheten består av cirka 30 tjänstemedlemmar och representerar en kritisk utvidgning av USSF:s globala räckvidd. Genom att ha en dedikerad rymdkomponent inom EUCOM och AFRICOM kan USA bättre stödja och integrera rymdrelaterade operationer och kapaciteter i dessa regioner.

## Samarbete
Ett av de centrala målen med USSPACEFOR-EURAF är att främja starka partnerskap med NATO-allierade och afrikanska nationer. Genom att arbeta tillsammans med dessa partners hoppas USA stärka de kollektiva rymdkapaciteterna och förbättra den gemensamma förmågan att möta utmaningar i rymddomänen. Samarbetet sträcker sig även till att skydda rymdtillgångar och möjliggöra rymdeffekter som stödjer uppdrag tillsammans med allierade och partners.

## Teknologi
USSPACEFOR-EURAF kommer att dra nytta av den senaste rymdteknologin för att stödja sina uppdrag. Detta inkluderar satellitbaserade system för navigering, kommunikation och underrättelseinhämtning. Genom att integrera dessa teknologier i militära operationer kan USSPACEFOR-EURAF bidra till att förbättra situationell medvetenhet, precision och effektivitet i stridsoperationer. Dessutom kommer enheten att spela en viktig roll i att skydda dessa kritiska rymdtillgångar från potentiella hot.